# NGC 1193
NGC 1193 (również OCL 390) – gromada otwarta znajdująca się w gwiazdozbiorze Perseusza. Odkrył ją William Herschel 24 października 1786 roku. Jest położona w odległości ok. 14,9 tys. lat świetlnych od Słońca.